# Тажи Мухитдин
Тажи Мухитдин (настоящее имя и фамилия — Мухитдин Язарович Тажитдинов) (3 апреля 1906 года — 11 августа 1991 года) — башкирский советский поэт, писатель и переводчик.

## Биография
Мухитдин Язарович Тажитдинов родился 3 апреля 1906 года в д. Карталы в семье рабочего-лесоруба. С 10 лет батрачил, был пастухом у бая. Начальное образование получил в медресе в деревне Азналино. В то время в селе Серменево открылся детский дом, куда и был отдан Мухитдин на воспитание до 1924 года.
В 1925—1929 годах он учился в Башкирском государственном педагогическом институте (ныне Уфимский университет науки и технологий) (литературный факультет). Не закончив институт, с 1929 по 1933 годы сотрудничал с газетой «Башҡурдистан».
Печататься начал в 1928 году. Автор стихов «Наша Родина» (1933), очерков (сборник «Инзер», 1935), пьесы «На берегу Ая» (1933). Написал повесть «Судьба Сагиды» (1964). Член Союза писателей РБ с 1936 года.
С 1937 по 1954 год работал в Институте истории, языка и литературы, в Башкирском радиокомитете, в журнале «Эдэби Башкортостан».
В годы Великой Отечественной войны Мухитдин Тажи на фронт не попал, так как имел повреждение одного глаза. Написал книгу стихов военного времени «Гнев и месть», поэму «Джигит с Урала».
В 1953—1959 годах работал в журнале «Әҙәби Башҡортостан». Перевёл на башкирский язык произведения «Четвёртая высота» Е.Ильиной, «Лекарь поневоле» Мольера, стихи С. Маршака, В. В. Маяковского, К. Л. Хетагурова и др.

## Труды
Һайланма әҫәрҙәр, Өфө, 1966;
Тәлгәш ҡайын: поэма. Өфө, 1972;
Тауҙар тауышы: шиғырҙар, поэмалар. Өфө, 1976;
Плакучая береза. Поэма и стихи, Уфа, 1955;
Беспокойство. Стихи и поэма, Уфа, 1969.